# Ondansetrona
Ondansetrona é uma substância ativa de medicamentos, que possui atividade antiemética.
É utilizada para controlar as náuseas e vómitos provocados por quimioterapia e radioterapia, assim como em pós-operatórios, pelo mesmo motivo. Há suspeita de que possa causar fissura palatina caso utilizada durante a gestação.

## Nomes comerciais
Alguns medicamentos que possuem a substância como uma de suas substancias ativas.
- Vonau Flash (comprimido de desintegração oral)
- Zofran
- Nausedron
- Ondif (filme que dissolve na língua)

O Vonau Flash é ainda a patente que mais gera royalties para a Universidade de São Paulo, não pelo desenvolvimento da ondansedrona em si, mas pelos demais componentes usados na formulação do produto. 